# Teratochernes mirus
Genre
Espèce
Teratochernes mirus, unique représentant du genre Teratochernes, est une espèce de pseudoscorpions de la famille des Chernetidae.

## Distribution
Cette espèce est endémique de l'État de Pohnpei aux États fédérés de Micronésie. Elle se rencontre sur l'île de Pohnpei sur le mont Nanalaud.

## Description
Les mâles mesurent de 2,8 à 3,3 mm.

## Publication originale
- Beier, 1957 : Pseudoscorpionida. Insects of Micronesia, vol. 3, p. 1-64 (texte intégral).